# Liste der Träger des Verdienstordens des Landes Rheinland-Pfalz/1993
Im Jahr 1993 wurden folgende Personen mit dem Verdienstorden des Landes Rheinland-Pfalz geehrt:
| Ordensträger            | Lebensdaten | Wohnort               | Wirken |
| ----------------------- | ----------- | --------------------- | --- |
| Hella Alles             | 1926–2018   | Göllheim              | Handballfunktionärin und Besitzerin des Bundessportabzeichens                                                                              |
| Maria Luise Auernheimer |             | Badenheim             | |
| Richard Auernheimer     | 1942–2024   | Badenheim             | politischer Beamter |
| Karla Aurich            |             | Langscheid            | |
| Gertrud Bachmann        |             | Speyer                | |
| Winfried Birkholz       |             | Mainz                 | |
| Sergiu Celibidache      | 1912–1996   | München               | rumänischer Dirigent und Musiklehrer, der später die deutsche Staatsbürgerschaft annahm                                                    |
| Martin Denger           |             | Mannheim              | |
| Paul Dimmig             |             | Hontheim-Krinkhof     | |
| Werner Dlugert          |             | Martinshöhe           | |
| Klaus von Dohnanyi      | * 1928      | Hamburg               | Politiker (SPD), rheinland-pfälzischer Landesvorsitzender, von 1981 bis 988 Bürgermeister von Hamburg                                      |
| Hans Drewitz            |             | Haßloch               | |
| Carl Dupré              | 1926–2019   | Speyer                | Unternehmer |
| Susanne Erdmann         |             | Zeiskam               | |
| Susanne Faschon         | 1925–1995   | Hochheim am Main      | Schriftstellerin |
| Gertrud Förster         |             | Bendorf               | |
| Horst Gradinger         |             | Oppenheim             | |
| Wolfgang Haas           |             | Saarbrücken           | |
| Walter Hellen           |             | Birresborn            | |
| Eduard Hinkel           |             | Uelversheim           | |
| Hans Jung               |             | Alsheim               | |
| Heinz Karger            |             | Budenheim             | |
| Maria Keller            |             | Osthofen              | |
| Wilma Kleeberger        |             | Weidenthal            | |
| Peter Paul Konder       |             | Mainz                 | |
| Jutta Kopf              |             | Speyer                | Ehefrau von Helmut Kopf, Basketballfunktionärin                                                                                            |
| Karl Limburg            |             | Bitburg               | |
| Gertrud Mühl            |             | Mainz                 | |
| Werner Murawski         |             | Mainz                 | |
| Ingo Noack              |             | Unzenberg             | |
| Amalia Nusbaum          |             | Prüm                  | |
| Robert C. Oaks          | * 1936      | Ramstein-Miesenbach   | General der United States Air Force |
| Kurt Oehl               |             | Mainz                 | |
| Marlott Persijn-Vautz   | 1917–2003   | Kaiserslautern        | Musikerin, Pianistin, Korrepetitorin und Journalistin                                                                                      |
| Dina Pfirrmann          |             | Ludwigshafen am Rhein | |
| Eike Pies               | * 1942      | Sprockhövel           | Theaterwissenschaftler, Historiker, Journalist, Schriftsteller, Verleger, Unternehmensberater für Öffentlichkeitsarbeit und Museumsstifter |
| Hans Ulrich Querfurth   | 1940–2015   | Gommersheim           | Funktionär des Naturschutzbund Deutschland                                                                                                 |
| Peter Reis              |             | Schillingen           | |
| Gudrun Schenkel         |             | Ramstein-Miesenbach   | Funktionärin des Deutschen Roten Kreuzes                                                                                                   |
| Hans Schumm             |             | Bad Kreuznach         | |
| Hans Seichter           | 1923–2005   | Mayen                 | Vermessungsingenieur und Politiker (SPD)                                                                                                   |
| Käthe Teves             |             | Ludwigshafen am Rhein | |